# Pygirhynchus vigilans
Pygirhynchus vigilans är en insektsart som först beskrevs av John Obadiah Westwood 1859.  Pygirhynchus vigilans ingår i släktet Pygirhynchus och familjen Heteronemiidae. Inga underarter finns listade i Catalogue of Life.